# Zaguanete
Se llama zaguanete a la escolta de Reales Guardias Alabarderos que en España, acompañan a las personas reales o que a pie se colocan en dos alas abiertas en la escalera del palacio cuando las mismas bajan para tomar el coche. 
Los cadetes de los colegios militares tenían el privilegio de alternar con los guardias en el zaguanete cuando el rey visitaba los establecimientos. También la obtuvieron  los guardias marinas, cuando el monarca se embarcaba en un buque de guerra.